# Niederdorf, Basel-Landschaft
Niederdorf är en ort och kommun i distriktet Waldenburg i kantonen Basel-Landschaft, Schweiz. Kommunen har 1 804 invånare (2023).